# Dieseltogsæt
Dieseltogsæt er en samlet betegnelse for et togsæt, der er forsynet med en dieselmotor til fremdrift og derfor anvender dieselolie som brændstof.

## Transmissionstyper
Dieseltogsæt inddeles i underkategorier efter transmissionstype:
- Dieselelektrisk
- Dieselhydralisk
- Dieselmekanisk
- Elektro-diesel

## Funktionstyper
Dieselelektriske togsæt fungerer i princippet som et elektrisk togsæt ved at akslerne drives direkte eller indirekte af kraftige elmotorer (banemotorerne).
Disse motorer forsynes med elektricitet fra en elektrisk generator, som drives af en dieselmotor. 
Eksempler herpå er ICE TD og Litra MS.

### Dieselhydraulisk togsæt
I et dieselhydraulisk togsæt driver motoren akslerne gennem en hydraulisk momentomformer. Eksempler herpå er Litra MA og litra MR.

### Dieselmekanisk togsæt
I et dieselmekanisk togsæt driver motoren akslerne gennem en gearkasse, evt. en automatgearkasse. De fleste dieseltogsæt i Danmark er dieselmekaniske, bl.a. IC3, IC4 og Lint 41

### Elektro-diesel togsæt
Et elektro-diesel togsæt er et hybridtog med både el- og dieseltraktion. 